# Esportes de Canoas
O esporte é muito praticado, na cidade de Canoas. São inúmeros as escolinhas, os clubes esportivos que existem na cidade. Para todos eles existe uma liga que controla essas atividades esportivas, como a Licaf (Liga Canoense de Futebol) que comanda o futebol, a Licafar (Liga Canoense de Futebol de Areia) que comanda o futebol de areia.

## Futebol
Em Canoas, é realizada a Liga Canoense de Futebol (Licaf). É essa liga que comanda e realiza os campeonatos de futebol amadores de Canoas. Nunca houve um citadino oficial de futebol na cidade mas podemos dizer que há pequenas Copas, como a Copa Canoas de Futebol 2007 que contam como citadinos.

### Profissionais

#### Sport Club Ulbra

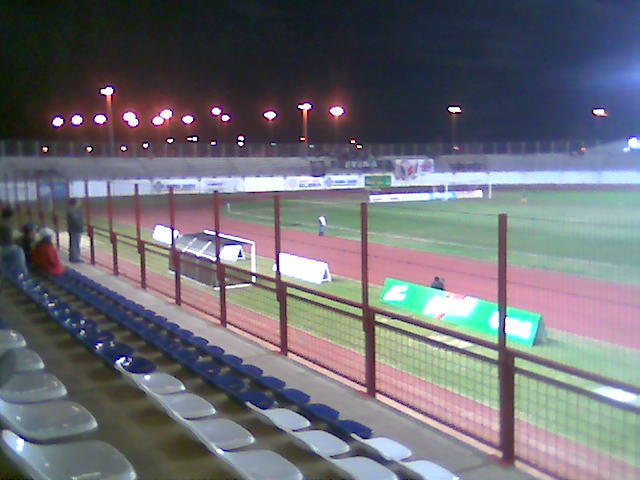
Complexo Esportivo da Ulbra

Fundado em 2001, a Ulbra, é o principal clube da cidade, já conquistou um Vice-Campeonato Gaúcho, dois Vices da Copa FGF, um Campeonato Gaúcho de 3ª Divisão e um de 2ª Divisão. Atualmente a ulbra disputa a Copa do Brasil 2008 e o Campeonato Gaúcho de Futebol de 2008.

#### Canoas Futebol Clube
Fundado em 1957, era o clube profissional mais antigo da cidade. Já conquistou o Vice-Campeonato Gaúcho de 3ª Divisão, subindo então para a Segunda divisão do estadual. Permaneceu 3 anos lá, até que o clube ficou inativo e ainda espera por um patrocínio com duas empresas para voltar novamente. Jogou a Segunda Divisão ao lado da Ulbra em 2002.

### Times Amadores
Atlético Clube União       -  Bairro Olaria
Atlético Clube Ponte Preta -  Bairro Ponte Preta
Atlético Clube São Vicente -  Bairro São Vicente

### Futsal
O futsal município é conhecido mundialmente pelo futsal: o Sport Club Ulbra foi tricampeão mundial em 1996, 1999 e em 2001. Outros clubes bem conhecidos na cidade são a Assoc. Atlética Ponte Preta do bairro Rio Branco, Ajax da São Luiz, Savar e Garra Azul, esse último também do Rio Branco.
O Campeonato Municipal de Futsal é um dos mais difíceis e disputados do estado.

### Vôlei
O único clube profissional de Canoas é a Ulbra, já foi Eneacampeão do Estadual Adulto, Tricampeão da Superliga Brasileira e Campeão Paulista em 2006. Existem também no muncicípio pequenos campeonatos amadores que ocorrem durante o ano.

### Basquete
Participam da Federação Gaúcha de Basqueteball a Ulbra, o Clube Bolão Gaúcho e o Colégio Concórdia. A Ulbra conquistou mais títulos já foi Hexacampeã Gaúcha, Campeã da Copa NLB em 2006 e Campeã Torneio Novo Milênio em 2007.

### Judô
O Judô é muito praticado em Canoas, existem diversas escolinhas e locais de treinamento
é realizada a Copa Dojô Sul de Judô e a Copa Canoense de Judô. A Ulbra é a que mais investiu no Judô e trouxe para si o 3º lugar no Campeonato Mundial Júnior em 2006 e o Campeonato Sul-Americano Adulto.
Outros Esportes
No município se encontram, além disso, vários outros campeonatos de esportes como: Ginástica, Natação, Capoeira, Basquete e até mesmo de Ioiô, entre outros esportes. Há pouco tempo uma empresa de Porto Alegre, a Gold Kart, se instalou atrás do Carrefour no centro de Canoas.